# 佐野元春
佐野元春（英語：Motoharu Sano，1956年3月13日—）是一位日本搖滾歌手、创作歌手、音樂製作人、廣播電台DJ。東京都出身。1980年以單曲「安潔莉娜」（アンジェリーナ）出道。目前經營獨立音樂品牌「Daisy Music」，以網路平台等媒體持續從事音樂活動。在日本有不少演藝圈及藝文界人士，都坦承是他的歌迷。

## 生平
1956年出生于东京都台东区，毕业于立教大学，后进入日本音乐界。
1980年2月開始錄音工作，並結識了在往後的音樂活動裡頻繁合作的編曲家伊藤銀次。同年3月21日，以「アンジェリーナ（安潔莉娜）」一曲出道。10月時確定伴奏樂隊的名字稱作「THE HEARTLAND」。年底為澤田研二的專輯「GS I LOVE YOU」提供歌曲，並開始為其他許多歌手提供歌曲。
1981年4月開始擔任音樂廣播節目サウンドストリート星期一的主持人(1981年至1987年，並於2009年以「元春 Radio Show」的名義重新開始放送)。
1981年6月發表「SOMEDAY」單曲，獲得很大的迴響，隔年發行的同名專輯拿到Oricon當週第4名的成績，「SOMEDAY」也成為佐野元春的代表作。同一時期受伊藤銀次之邀，參訪了大瀧詠一「A LONG VACATION 」的錄製現場並與大瀧詠一接觸，爾後跟杉真理三人共同製作了「NIAGARA TRIANGLE Vol.2」這張專輯。
1982年9月到1983年3月開展全國巡迴演唱會『Rock & Roll Night Tour』 ，並於中野太陽廣場的最後一場公演中，佐野元春發表了即將前往美國紐約的宣言。在出發之前發表的專輯「NO DAMAGE」得到了Oricon當週第一名的紀錄，在同年5月前往美國。
佐野元春在紐約生活了一年，創作風格受到當地新穎的的HIP-HOP(嘻哈)與NEW WAVE(新浪潮)音樂所影響，錄製了「VISITORS 」這張專輯，並於歸國後的1984年5月發表，獲得Oricon連續兩周第一名的成績，不過其中融合HIP-HOP(嘻哈)與說唱的表現手法是為日本過去未曾有過的音樂風格，也因此引發了爭議。
1984年11月以Holland Rose的名義為松田聖子作了「ハートのイアリング」一曲。
1985年2月以「Young Bloods」作為國際青年年的主題曲，並於同年5月作為日本代表參加拯救生命（Live Aid），6月出演「國際青年年紀念ALL TOGETHER NOW」。
1986年創建了自己的唱片品牌「M's Factory」，亦開始廣泛涉獵媒體活動，包括發行季刊《THIS》以及在東京日本青年館一個月一次的現場表演「Tokyo Monthly」，購票的踴躍程度曾使當時的訂票專線一度斷線。
1986年12月發行了專輯「Café Bohemia」，將爵士樂、靈魂樂與雷鬼等音樂風格融合，並舉行了《Café Bohemia Meeting》全國巡演，除了搖滾樂，也演奏了多樣音樂類型使得THE HEARTLAND的演奏能力也受到肯定。
1988年4月發行日本史詩唱片十周年紀念專輯「HEARTLAND」獲Oricon專輯第一名。
佐野元春作為「M's Factory」的經營者，除與THE HEARTLAND的合作外也積極開展獨立的音樂活動，因此THE HEARTLAND在1994年4月宣布、9月解散。
1995年3月，日本第一個藝人官方網站「MWS」（http://www.moto.co.jp/ （页面存档备份，存于） ）
，由佐野元春的粉絲志願開設經營直至現在。
1996年，新樂團The Hobo King Band結成，同年7月發行了THE HEARTLAND解散後第一張專輯「FRUITS」，呈現出與THE HEARTLAND迥異的音樂風格，得到高度評價，被雜誌Music Magazine評為年度最佳專輯。
1996年12月在日本武道館舉辦「Fruits Punch」現場演出，並進行日本首次的網路直播演出。
2003年因CCCD的問題與唱片公司發生衝突，並於2004年離開日本史詩唱片，創辦自己的唱片公司Daisy Music，與環球音樂合作。2021年又重新與索尼音樂合作。
2022年榮獲第72屆日本藝術選獎文部科學大臣獎。